# 沙田柚
沙田柚，又稱金柚（學名：Citrus maxima cv. (Burm.），俗稱羊额子、绿卜子，是柚子的一種，原產於中國廣西壯族自治區容縣松山镇沙田村。
清乾隆四十二年（1777年），沙田村人夏纪纲將家鄉名果羊额子獻給皇帝品嚐，皇上大感喜歡，向該人問及金柚的出處，得知金柚產於容縣沙田村，便賜名為「沙田柚」，從此列為貢品，並公告天下沙田柚為容縣的特產，而容縣亦因沙田柚而聲名大噪。
沙田柚體積較其他種類的柚子大，果皮相當厚，果肉甜美，有「天然水果罐頭」之美譽。1953年參展莱比锡国际博览会，博得国际人士高度评价，视为中国珍果。历次参加各界柚类质量评比，均名列前茅。1990年容县第十届人民代表大会通过决议，把沙田柚定为容县“县果”。1995年，容县被首批百家中国特产之乡命名暨宣传活动组委会命名为“中国沙田柚之乡”。